# Weisse Flotte Potsdam
Die Weisse Flotte Potsdam GmbH, auch unter Schifffahrt in Potsdam auftretend, ist ein deutsches Fahrgastschifffahrtsunternehmen mit Sitz in der brandenburgischen Landeshauptstadt Potsdam. Das Unternehmen führt mit seinen Schiffen Ausflugs- und Linienfahrten in und um die Landeshauptstadt Potsdam und in das Gebiet des UNESCO-Weltkulturerbe Schlösser und Gärten von Potsdam und Berlin beiderseits der Glienicker Brücke vom Fluss Havel durch. 

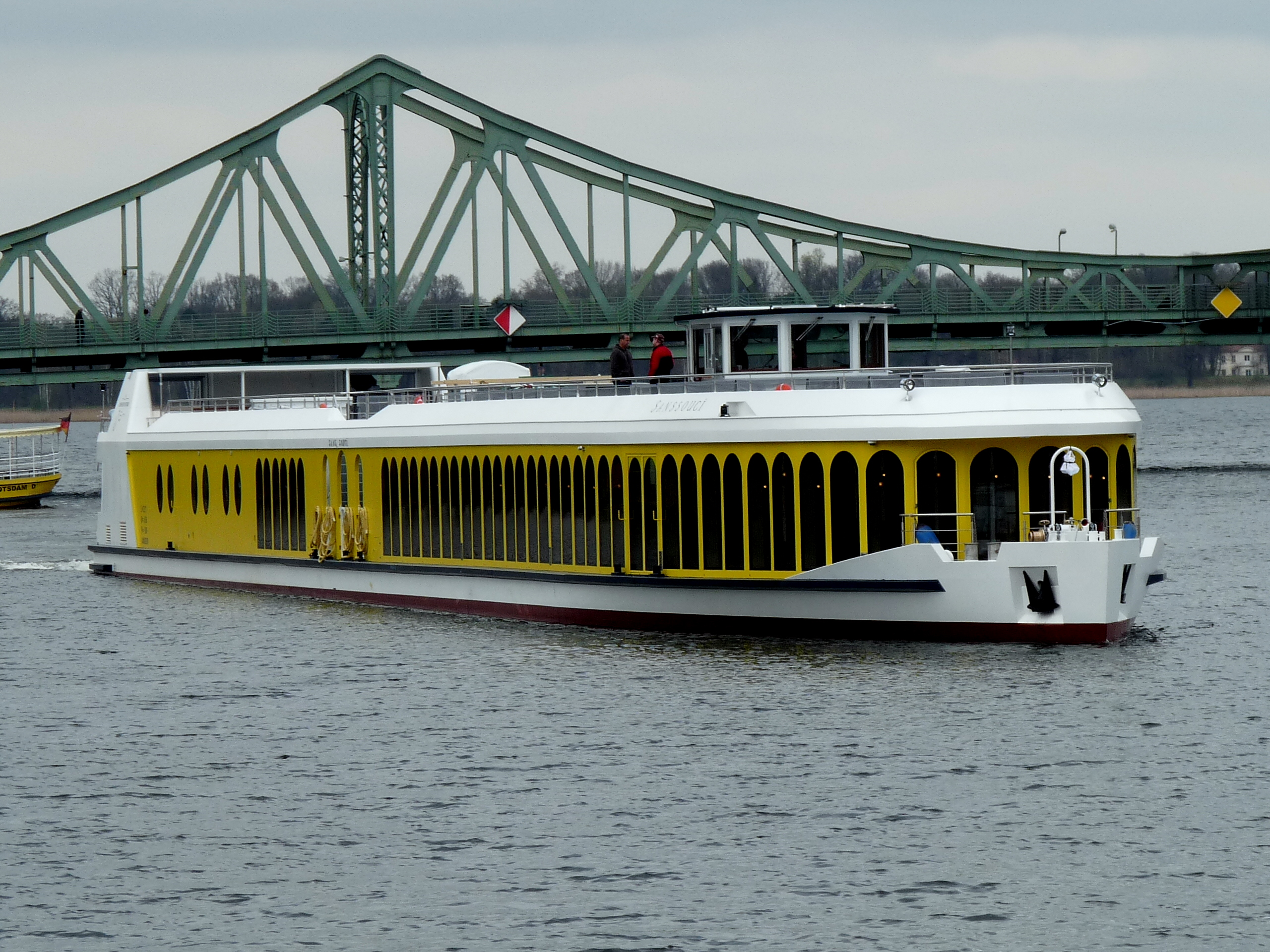
Das Fahrgastschiff Sanssouci

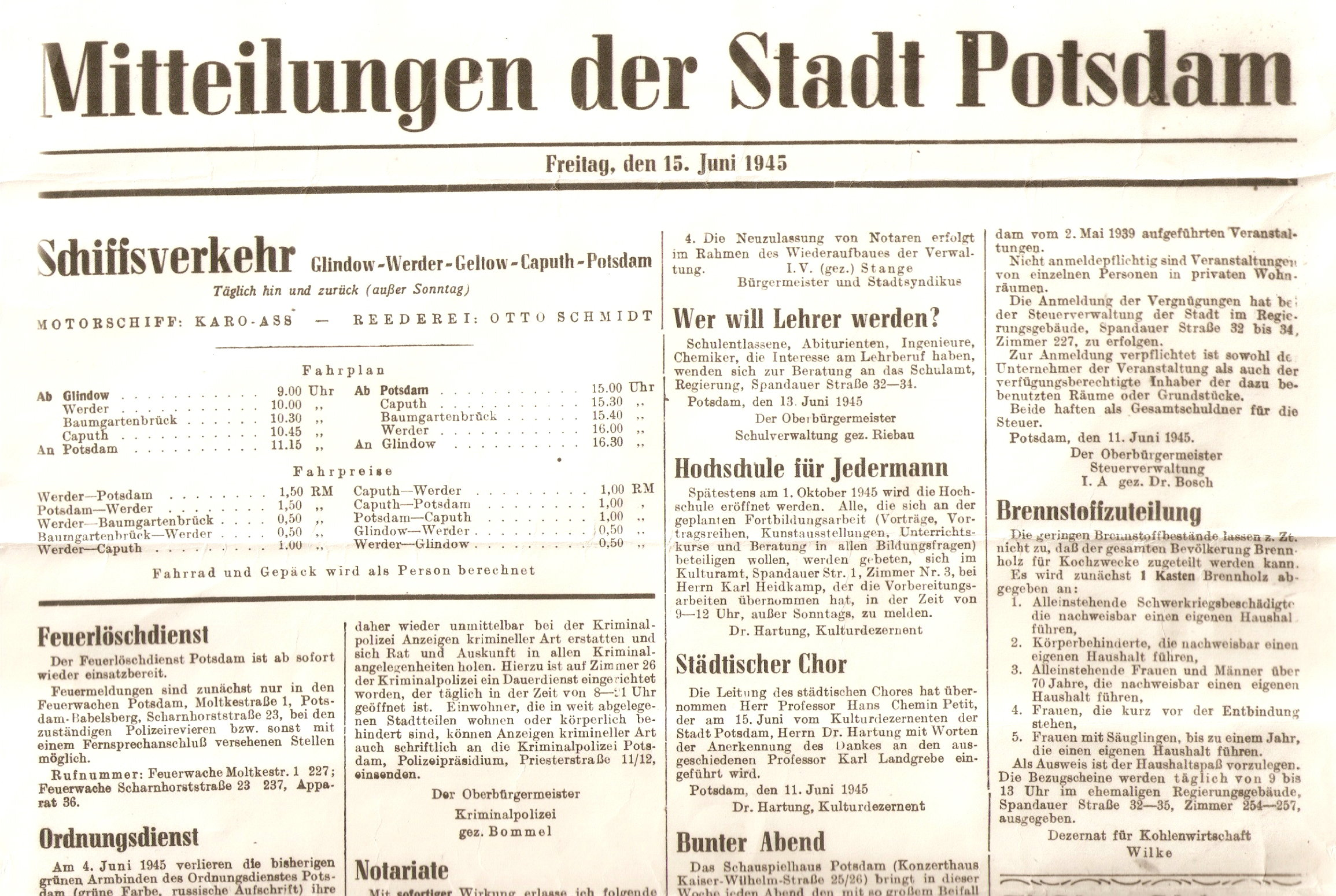
FGS Karo-AS (1945)

## Geschichte

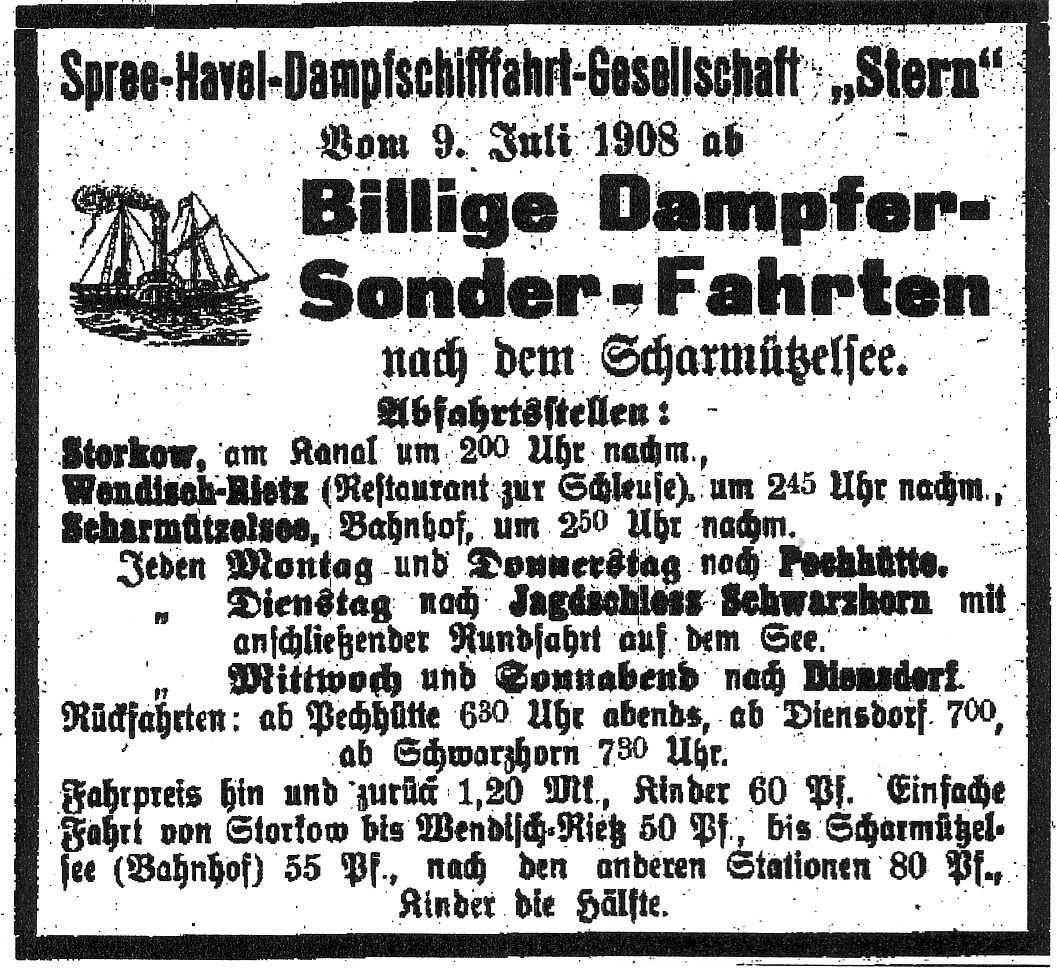
Anzeige der Spree-Havel-Dampfschiffahrt-Gesellschaft-Stern für Dampferfahrten zum Scharmützelsee 1908

Am 8. August 1888 wurde offiziell eine Reederei für Fahrgastschifffahrt gegründet, die wesentlich die weitere Entwicklung der Personenschifffahrt in Berlin und der Mark Brandenburg prägen sollte. Das neue Unternehmen nannte sich Spree-Havel-Dampfschiffahrt-Gesellschaft-Stern. Obwohl dieses Unternehmen mehrmals seinen Namen änderte und es durch die Entwicklung nach dem Zweiten Weltkrieg und im Ergebnis der Deutschen Teilung mehrere Nachfolgeunternehmen gab, ist ein schwarzer fünfeckiger Stern als Schornsteinmarke bis zum heutigen Tag das Symbol einer Berliner Reederei geblieben. Gründer des damaligen Unternehmens war der Stettiner Großkaufmann Gustav Krokisius. Zu den Mitgliedern des Aufsichtsrates gehörten Bankiers aus Stettin, Dresden und Potsdam. Die neue Reederei begann umgehend damit, bisher den Fahrgastschifffahrtsverkehr abwickelnde Reedereien in sich aufzunehmen. Erstes Unternehmen war die Potsdamer Dampfschiffahrt Gebhardt mit vier Dampfern. Gebhardt wurde Geschäftsführer des neuen Unternehmens.
Im Jahre 1889 wurde die Stralauer Dampfschiffahrtsgesellschaft G. Zwerner mit drei Personendampfern Dorothea, Hertha und Concordia sowie zwei Schleppdampfern aufgekauft. Zehn reedereieigene Schiffe wurden von der Stettiner Werft Möller & Holberg, den späteren Oderwerken, geliefert. Sechs Schiffe gehörten zur Kaiser-Klasse und erhielten Namen von Kaisern und deren Gattinnen. Vier Schiffe bekamen Namen von Prinzen der Hohenzollern. Der 12. Mai 1889 war der offizielle Betriebsbeginn der Spree-Havel-Dampferfahrt-Gesellschaft (SDHG) Stern. Ein Jahr später wurde die Berliner Dampfschiffahrtsgesellschaft mit insgesamt vierzehn Schiffen übernommen. Damit bestand die Flotte nach kurzer Zeit aus 33 Schiffen mit einer Platzkapazität von 7441 Passagieren. Mit der sprunghaft angestiegenen Zahl der Schiffe wurde gleichzeitig das Streckennetz erweitert. Zwischen Potsdam und Spandau erhielt das neue Unternehmen kurzzeitig Konkurrenz von der von zwei Engländern 1882 gegründeten Berliner Krangesellschaft. Dieses Unternehmen betrieb zwar hauptsächlich Frachtschiffe, schickte aber auch Personendampfer vom Schloss Bellevue in Charlottenburg bis nach Potsdam. Als technische Besonderheit betrieb das Unternehmen eine Kettenschifffahrt auf Havel und Spree zwischen Pichelsdorf bei Spandau bis Sacrow und kurzzeitig weiter bis Deetz an der Unteren Havel-Wasserstraße. Dort befanden sich große Ziegeleien. 1906 hörte das Unternehmen auf zu existieren. Die kurz Stern-Gesellschaft genannte Reederei konnte ihren Einfluss weiter ausbauen. Es erfolgten weitere Fusionen.
1901 beförderte die Reederei mehr als eine Million Fahrgäste. Das Motto Een Vagniejen eigner Art is un bleibt ne Wasserfahrt wie die Berliner sagten, begann sich zu bewahrheiten. Bis zum Ersten Weltkrieg wurden die Kapazitäten der Märkischen und Berliner Personenschifffahrt erweitert. Die Fahrten wurden von Spandau über Wannsee nach Potsdam und weiter nach Ferch und Werder (Havel) ausgedehnt. Weitere Neubauten wurden dem Unternehmen zugeführt. 1907 gelang es, die Spandauer Dampfschiffahrtsgesellschaft mit fünfzehn Schiffen und zwei Motorbooten zu übernehmen. 1911 wurden bereits mehr als drei Millionen Fahrgäste transportiert. Im selben Jahr wurden die bisher größten Dampfschiffe, die Leopold von Ranke und die Werner von Siemens mit je 450 Fahrgastplätzen in Dienst gestellt. Die neue Reederei hatte sich zum größten Unternehmen der Branche in Berlin und auf angrenzenden Gewässern entwickelt und beherrschte auch den Personen- und Ausflugsverkehr in Potsdam. Eine Rundfahrt um Potsdam, etwa fünf Stunden lang, kostete damals eine Mark. Die Fahrtroute führte von der Langen Brücke in Potsdam durch die Glienicker Brücke vorbei an Nedlitz, den Sacrow-Paretzer Kanal entlang, vorbei an Werder (Havel), über den Schwielowsee, durch das Caputher Gemünde über den Templiner See zurück nach Potsdam. Seinen organisatorischen Höhepunkt fand die Bedeutung Potsdams für das Unternehmen im Bau einer Niederlassung an der Langen Brücke und der Anlage einer Schiffswerft an der Nuthemündung. Eine Reparaturwerkstatt wurde zusätzlich eingerichtet.
Die ab Anfang des 20. Jahrhunderts steigende Zahl von Ausflüglern, die Potsdam mit seinen Sehenswürdigkeiten und seiner vielfältigen Landschaft kennenlernen wollten, in einzelnen Jahren vor dem Ersten Weltkrieg besuchten bis zu sechs Millionen Menschen die Region jährlich, führten in Potsdam und seiner Umgebung zur Bildung weiterer Dampfschifffahrtsgesellschaften. Neben Kleinunternehmen und Familienbetrieben gehörte dazu auch eine Reederei, die ähnlich der Stern-Reederei die weitere Entwicklung des Ausflugsverkehrs auf den Havelgewässern um Potsdam mit beeinflussen sollte, die Teltower Kreisschiffahrt. Der Ursprung dieser Reederei geht bis in die 1870er Jahre zurück.  Einschneidende Veränderungen brachte der Beginn des Zweiten Weltkrieges. Wegen der Treibstoffeinsparung mussten alle motorgetriebenen Fahrzeuge stillgelegt werden. Nach und nach wurden auch die Dampfschiffe, die noch einen geringen Ausflugsverkehr aufrechterhielten, außer Betrieb genommen. In und um Potsdam gingen zahlreiche Schiffe durch Bombentreffer und bei Kampfhandlungen verloren. Allein im Griebnitzsee lagen als Wrack fünf große Fahrgastschiffe. Gesprengte Brücken und unzählige gesunkene Schiffe blockierten den Schiffsverkehr im Potsdamer Raum. Der Verkehr auf den Wasserstraßen kam zum völligen Erliegen.

## Nach dem Zweiten Weltkrieg
Bereits im Herbst 1945 wurden, trotz der Versorgungsprobleme mit Brennstoffen und der komplizierte Situation der Wasserstraßen, erste Linienverkehre auf den Potsdamer Havelgewässern wieder eingerichtet. Außerdem fuhren von Berlin aus sogenannte „Hamsterschiffe“ in das märkische Umland. Da Bahnverkehre oft noch nicht möglich waren, nutzten die Menschen die Möglichkeit mit Schiffsfahrten im Umland Lebensmittel zu beschaffen. Ende 1945 waren im Potsdamer Gebiet noch drei Reedereien registriert, die Stern und Kreisschiffahrt in Klein-Glienicke, die Reederei Nobiling in der Potsdamer Weinbergstraße und die Reederei Otto Schmidt in Glindow. Der eigentliche Wiederbeginn der Fahrgastschifffahrt in Potsdam begann somit unmittelbar in der Nachkriegszeit. 1945 wagten einige Männer den Neuanfang. Als erstes Schiff in Potsdam wurde das Motorschiff Karo As in Fahrt gebracht. Es gehörte damals der Reederei Otto Schmidt. Bereits 1946 entstand in der sowjetischen Besatzungszone eine Arbeitsgemeinschaft Binnenschifffahrt. Weitere Dampf- und Motorschiffe nahmen bis 1947 den Betrieb auf. Trotzdem wurde die Stern und Kreisschiffahrt, wie zuvor schon andere Unternehmen, enteignet. Die Reederei zog sich in die damaligen Berliner Westsektoren zurück und entwickelte sich dort zu einem großen Fahrgastschifffahrtsunternehmen. Die Jahre 1948 und 1949 brachten einschneidende Veränderungen mit der Währungsreform und der Gründung der Bundesrepublik und der DDR. Die Potsdamer Havelgewässer, das traditionelle Fahrtgebiet, gehörten jetzt zur DDR. Die Betriebe gerieten in die Zwänge einer staatlich verordneten Verkehrs- und Wirtschaftspolitik. Aus dieser Arbeitsgemeinschaft ging 1949 die DSU, die Deutsche Schiffahrts- und Umschlagszentrale, hervor. Sie wurde im Zuge der Enteignung privater Schifffahrtstreibender als volkseigenes Verwaltungsorgan geschaffen. Der DSU gehörten damals die eigenständigen Fahrgastschifffahrtsunternehmen von Berlin, Stralsund und Dresden an. Im Jahre 1952 wurde der Dresdner Betrieb ausgegliedert. Der Berliner folgte 1957 mit der Außenstelle Potsdam. Trotz aller Probleme fuhren 1954 auf den märkischen Wasserstraßen noch 102 private Fahrgastschiffe.
Der VEB (K) Verkehrsbetrieb Potsdam hatte auf Weisung des Verkehrsministeriums die in Potsdam stationierten Schiffe am 1. Januar 1959 als eigenständigen Betrieb zu übernehmen. Dieser Tag gilt damit als offizielles Gründungsdatum des Unternehmens Weisse Flotte. Als Grundstock dienten die vorhandenen Schiffe der ehemaligen Außenstelle der Weißen Flotte Berlin, Fahrzeuge, deren früherer Besitzer die damalige Stern und Kreisschiffahrt war. Das waren der Dampfer Potsdam (Baujahr 1885), der Dampfer Berlin (1895), der Dampfer Friedensbote (1895) und der Dampfer Professor Rud. Virchow, benannt nach dem Mediziner Rudolf Virchow (1909). Diese betagten Dampfschiffe wurden ergänzt durch die nicht viel jüngeren Motorschiffe Concordia (1889), Nedlitz (1910) und Libelle (1930). Weiterhin kaufte die Reederei zur Erhöhung der Platzkapazität Schiffe dazu: 1959 den Dampfer Caputh (ehemals Anna II) (1886), 1962 die Werder, ein kleines Motorschiff, (ehemals Havelland) und 1965 und als letzten Altbau das Motorschiff Berlin (ex. Emden) (1917). Mit der Bildung der Weissen Flotte in Potsdam wurden die älteren Fahrzeuge repariert und moderneren Bedingungen angepasst. Als letztes Schiff wurde die Seebad Templin (ehemals Professor Rud. Virchow) zum Motorschiff umgebaut. Die Zeit der Dampfschiffe in Potsdam war damit vorerst für Jahrzehnte vorbei.

### Liste von Fahrgastschiffen, Wassertaxen und Charterbooten ab 1959 (Auswahl)
|             | Name bei der Weissen Flotte | Baujahr/Ort            | ehem. bzw. andere Namen                                                                  | Bemerkungen: verschrottet / umgebaut / verkauft / Verbleib | Bild falls vorhanden               |
| ----------- | --------------------------- | ---------------------- | ---------------------------------------------------------------------------------------- | --- | ---------------------------------- |
| Dampfschiff | Caputh                      | 1886/1887 Grabow/Polen | DS Gerhard bis 1941, DS Anna II bis 1960,                                                | 1960 Umbau und Modernisierung, 1966 Umbau zum Motorschiff, 1986 unter Denkmalschutz, 1997 verkauft, Einsatz im Senegal und auf den Kanaren, versenkt als Tauchziel |                                    |
| Dampfschiff | Friedensbote                | 1895                   |                                                                                          | 1965 a. D., abgebrochen |                                    |
| Dampfschiff | Potsdam                     | 1895                   |                                                                                          | 1963 a. D., 1969 Neuaufbau als Strandbad Ferch, siehe Königswald |                                    |
| Motorschiff | Concordia                   | 1895                   |                                                                                          | nach 1945 im Westteil Berlins, wurde 1952 zum Motorschiff umgebaut, 1978 abgebrochen |                                    |
| Motorschiff | Seid bereit                 | 1886                   | Hertha                                                                                   | nach 1945 im Ostteil Berlins, 1947 als Seid bereit, 1964 a. D., 1971 als Seebär, 2002 wieder Hertha auf der Kyritzer Seenkette |                                    |
| Dampfschiff | Berlin                      | 1895                   |                                                                                          | 1965 a. D., abgebrochen |                                    |
| Dampfschiff | Seebad Templin              | 1904/Stettin           | Professor Rud. Virchow, Nicole B., Pirat, Backschaft                                     | Gebaut bei Stettiner Oderwerke, Bismarck-Klasse (1904), 1959/60 Umbau zum Motorschiff in der Schiffswerft Georg Placke, Aken, Umbenennung in Seebad Templin, ab 1993 Nicole B. Firma: Arno Harms Personenschifffahrt, in Fahrt 2014 als Pirat bei „Fahrgastschifffahrt Pirat“ in Gelsenkirchen. Stand ab 2016 zum Verkauf, im April 2016 im Duisburger Hafen zum Umbau. Juli 2016 überführt nach Offenbach am Main, neuer Name Backschaft |                                    |
| Motorschiff | Nedlitz                     | 1910                   | erb. als Möwe / 1926 Altenhof, 1934 Bade V, ab November 1948 Nedlitz                     | im Oktober 1964 verkauft an Privat. Verbleib unbekannt. |                                    |
| Motorschiff | Werder                      | 1917                   | 1914/1919 Cöpenick, 1919/1952 Alfred, 1952/57 Havelland II, ab 1957 Werder, ab 2018 Saga | 1989 verkauft an Yachtcharter Ringel Töplitz (Werder/Havel), 2018 weiter an Reederei Böttcher, Berlin. |                                    |
| Motorschiff | Berlin                      | 1917                   | Sei Friedlich, Emden                                                                     | Erster Besitzer Fritz Habermann aus Berlin, 1939 kaufte die Reederei F. Müller das Schiff, umbenannt in Emden, ab 1966 bei der Weissen Flotte Potsdam, 1971 stillgelegt. |                                    |
| Motorschiff | Wassertaxi 1                | 1920                   | Vera                                                                                     | Hamburg, Umbau 1975, Generalüberholung 2007/2008 Werft Bolle GmbH, verkauft 2017 nach Berlin |                                    |
| Motorschiff | Libelle                     | 1930                   |                                                                                          | |                                    |
| Motorschiff | Möwe                        |                        |                                                                                          | 1989 nach Nienburg/Saale verpachtet, Ende 1990er Rheinsberg Marina Wolfsbruch, seit 2015 in privater Nutzung, Liegeort Hafen Tempelhof |                                    |
| Motorschiff | Sanssouci                   | 1962/Magdeburg         | Adler Queen, Classic Queen                                                               | Schiff der Dichter-Klasse, Erster Neubau seit 1945 für die Weisse Flotte Potsdam, 1994 verkauft, bis 1998 Eventschiff in Berlin, 1998 Adler Queen Reederei S. Paulsen auf der Oder, ab 2005 Classic Queen (ENI 5609360) Hamburg S.P.M.S. GmbH. Anfang 2016 als Pivovar, (bedeutet Brauerei) in Prag als Restaurantschiff mit Brauerei. |                                    |
| Motorschiff | Cecilienhof                 | 1963/Magdeburg         | Cecilie                                                                                  | Schiff der Dichter-Klasse, 2011 nicht mehr in Fahrt, 2012 verkauft in Richtung Moldau. Neuer Name Cecilie, Heimathafen Prag. |                                    |
| Motorschiff | Potsdam                     | 1965/Berlin            |                                                                                          | Gebaut bei VEB Yachtwerft Berlin, Schiff der Kosmos-Klasse, 1990 Umbau und Verlängerung, umbenannt, siehe Charlottenhof. |                                    |
| Motorschiff | Strandbad Ferch             | 1969                   | Dampfschiff Potsdam von 1898                                                             | aus 1963 außerdienstgestelltem Dampfer Potsdam, 1969 kompletter Neuaufbau, 2003 Umbau und Modernisierung, umbenannt, siehe Königswald |                                    |
| Motorschiff | Berlin                      | 1971                   | Havelland, Havelglück                                                                    | Gebaut 1971 an der Schiffswerft Genthin für die Weisse Flotte Potsdam, Flaggschiffsklasse unter Verwendung von Bodensegmenten des Dampfers Neptun von 1895 (Bauwerft: Johannsen & Co, Danzig), 2006 verkauft nach Havelberg, neuer Name Havelland. Seit Mai 2019 in Berlin-Spandau als Havelglück. | Havelland, ex Berlin               |
| Motorschiff | Nedlitz                     | 1976/Berlin            | Klara                                                                                    | gebaut Yachtwerft Berlin, Typ III, 2003 verkauft nach Prag (Tschechien), Klara für Aquavia S.R.O. | Klara, ex Nedlitz                  |
| Motorschiff | Kiewitt                     | 1977                   | Pannonia, Weisse Muschel                                                                 | 1996 verkauft, Pannonia nach Zeuthen Reederei Fußwinkel (1996–2018), März 2018 Eignerwechsel nach Altwarp zur Reederei Bocklage, 01. Oktober 2018 umbenannt in Weisse Muschel. (ENI 05607580) |                                    |
| Motorschiff | Belvedere                   | 1986/Berlin            |                                                                                          | Yachtwerft Berlin-Köpenick, Binnenfahrgastschiff (BiFa) Typ III (verlängerte Variante), 2005 verkauft nach Berlin an Wassersport- und Service GmbH Köpenick, weiter als Belvedere mit Heimathafen Berlin. |                                    |
| Motorschiff | Charlottenhof               | 1965                   | Potsdam                                                                                  | Hervorgegangen nach Verlängerung, Umbau und Modernisierung aus Motorschiff Potsdam der Kosmos-Klasse von 1965. |                                    |
| Motorschiff | Sacrow                      | 1964                   | Sputnik, Insel Usedom, Stadt Barth, Demminer Land, Visurgis, Rubin                       | Kosmos-Klasse, bis 1991 bei VEB Kraftverkehr Wittenberg, 1991/93 Weisse Flotte Potsdam, bis 1993 Sacrow, Insel Usedom 1993–1998, Stadt Barth 1998–2000, Demminer Land, 2000–2003, Visurgis, 2003–2007, Rubin ab 2007 in Budapest. | Rubin in Budapest                  |
| Motorschiff | Paretz                      | 1964Berlin             | Lunik,                                                                                   | gebaut in Yachtwerft Berlin (Kosmos-Klasse), bis 1991 bei VEB Kraftverkehr Wittenberg, ab 1991 Weisse Flotte Potsdam, ab 8. Oktober 2018 zum Verkauf |                                    |
| Motorschiff | Hermannswerder              | 1969Genthin            |                                                                                          | ursprünglicher Einsatz als elektrische Personenfähre Hermannswerder zwischen Insel Hermannswerder und Uferstraße Auf dem Kiewitt in Potsdam, angetrieben von Elektromotor, 1997 umgebaut in DIW Berlin |                                    |
| Motorschiff | Stadt Potsdam               | 1991/Berlin            |                                                                                          | Yachtwerft Berlin, Binnenfahrgastschiff (BiFa) Typ IV | Stadt Potsdam 2005                 |
| Motorschiff | Königswald                  | 1889/1969              |                                                                                          | hervorgegangen aus Dampfer Potsdam von 1889 und Motorschiff Strandbad Ferch nach Umbau und Modernisierung in Schiffswerft Bolle GmbH. |                                    |
| Motorschiff | Belvedere                   | 2006/Derben            |                                                                                          | 1. Neubau nach der Privatisierung, Schiffswerft Bolle GmbH Derben / Sachsen-Anhalt | In der Schleuse Mühlendamm, Berlin |
| Motorschiff | Sanssouci                   | 2009/Derben            |                                                                                          | 2. größter Neubau für die Reederei, Schiffswerft Bolle GmbH Derben / Sachsen-Anhalt, Stapellauf am 15. Dezember 2009 |                                    |

### Fahrgastschifffahrt nach 1961

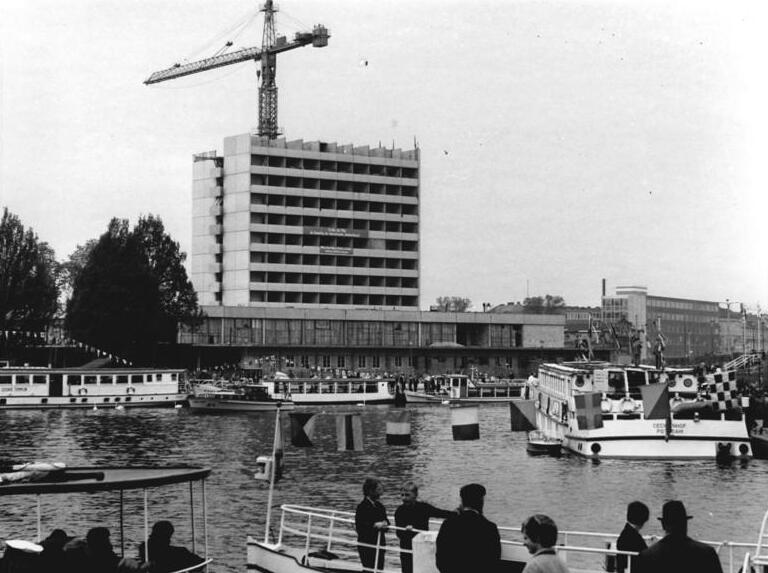
Flottenparade am 5. Mai 1968

Mit dem 13. August 1961 kam es durch den Bau der Grenzanlagen zu einer Trennung der traditionellen Fahrtrouten auf der Havel zwischen Potsdam und Berlin. Anfänglich ging das Fahrtgebiet der Potsdamer Schifffahrt noch rund um die Insel Potsdam. Durch den Bau der Berliner Mauer war dies so nicht mehr möglich. Es blieb nur die Möglichkeit der Fahrtroute die Potsdamer Havel abwärts über deren seenartige Erweiterungen in Richtung Werder an der Havel und Brandenburg an der Havel. Neue Linienführungen mussten erarbeitet werden. Nach und nach wurden ältere Schiffe außer Dienst gestellt. Im Jahr 1962 wurde als erster Neubau das Motorschiff Sanssouci übernommen. Im Jahr darauf folgte die Cecilienhof, ebenfalls angetrieben von zwei Dieselmotoren. Sie wurden in einer Werft in Rothensee bei Magdeburg gebaut. Sie verfügten über je 654 Plätze, davon über 300 Innenplätze. Gegenüber den Veteranen wirkten diese Schiffe in ihrer Gestaltung wie wahre Luxusschiffe. 1965 kam als weiterer Neubau die Potsdam dazu, gebaut in der Yachtwerft Berlin-Köpenick. Traditionell umfasste das Programm auch den Linienverkehr ab Potsdam nach Caputh, Petzow, Ferch und Werder. In der Saison 1963 wurden bereits 1,1 Millionen Fahrgäste befördert. 1969 wurde das Motorschiff Strandbad Ferch in Dienst gestellt. Es entstand aus dem stillgelegten ehemaligen Dampfer Potsdam. Das alte Schiff wurde dabei völlig neu aufgebaut und in der äußeren Form völlig verändert. Übrig blieben vom alten Schiff nur zwei Bodenplatten. Mit diesem Trick wurde, ganz DDR-typisch, ein langwieriges und möglicherweise erfolgloses Genehmigungsverfahren für einen Neubau umgangen. Realisiert wurde dieser Bau in der Werft Genthin am Elbe-Havel-Kanal. Das Schiff war als erstes in der DDR mit einem so genannten Z-Antrieb ausgerüstet. Ein weiterer Neubau folgte 1971 mit dem Motorschiff Berlin, ebenfalls in der Werft Genthin. Erst sechs Jahre später gab es zwei weitere Neubauten: Die Motorschiffe Kiewitt und Nedlitz komplettierten den Flottenbestand. Die Kiewitt wurde jedoch von der SED-Staatspartei in Potsdam als Renommierobjekt unter Beschlag genommen und musste von der Weissen Flotte unterhalten werden.
Mitte der 1970er Jahre wurden alle Schiffe mit UKW-Sprechfunk ausgerüstet – aufgrund der Sicherheitsdoktrin im grenznahen Fahrtbereich zu West-Berlin nicht ganz selbstverständlich. In den 1980er Jahren, ebenfalls nicht ganz selbstverständlich, erhielten einige Fahrzeuge Radargeräte. Dadurch sollte bei plötzlich auftretendem unsichtigem Wetter besonders im Frühjahr und Herbst ein sicheres Manövrieren ermöglicht werden. Im Jahr 1986 wurde die erste Belvedere, siehe Liste von Schiffen mit dem Namen Belvedere als weiterer Neubau mit etwa einhundert Plätzen in Fahrt gebracht. Entstanden ist das Schiff in der Yachtwerft Berlin – Köpenick. Mit diesem Schiff, als ausgesprochenes Luxusschiff konzipiert, sollte in erster Linie devisenbringenden Westtouristen exklusiv die Havellandschaft nahegebracht werden. 1990 wurden zwei weitere Schiffe in den Flottenbestand eingereiht. Die Schiffe Paretz (ehemals Sputnik) und Sacrow (ehemals Lunik) kamen von der Elbe nach Potsdam. Sie hatten zusammen etwa sechshundert Fahrgastplätze. Die damalige Potsdam wurde um zehn Meter verlängert und in Charlottenhof umbenannt. Am 1. Mai 1991 wurde die Stadt Potsdam als vorerst letzter Neubau in Betrieb genommen. Das Motorschiff Sacrow wurde zwischenzeitlich wieder verkauft.

### Entwicklung nach 1989

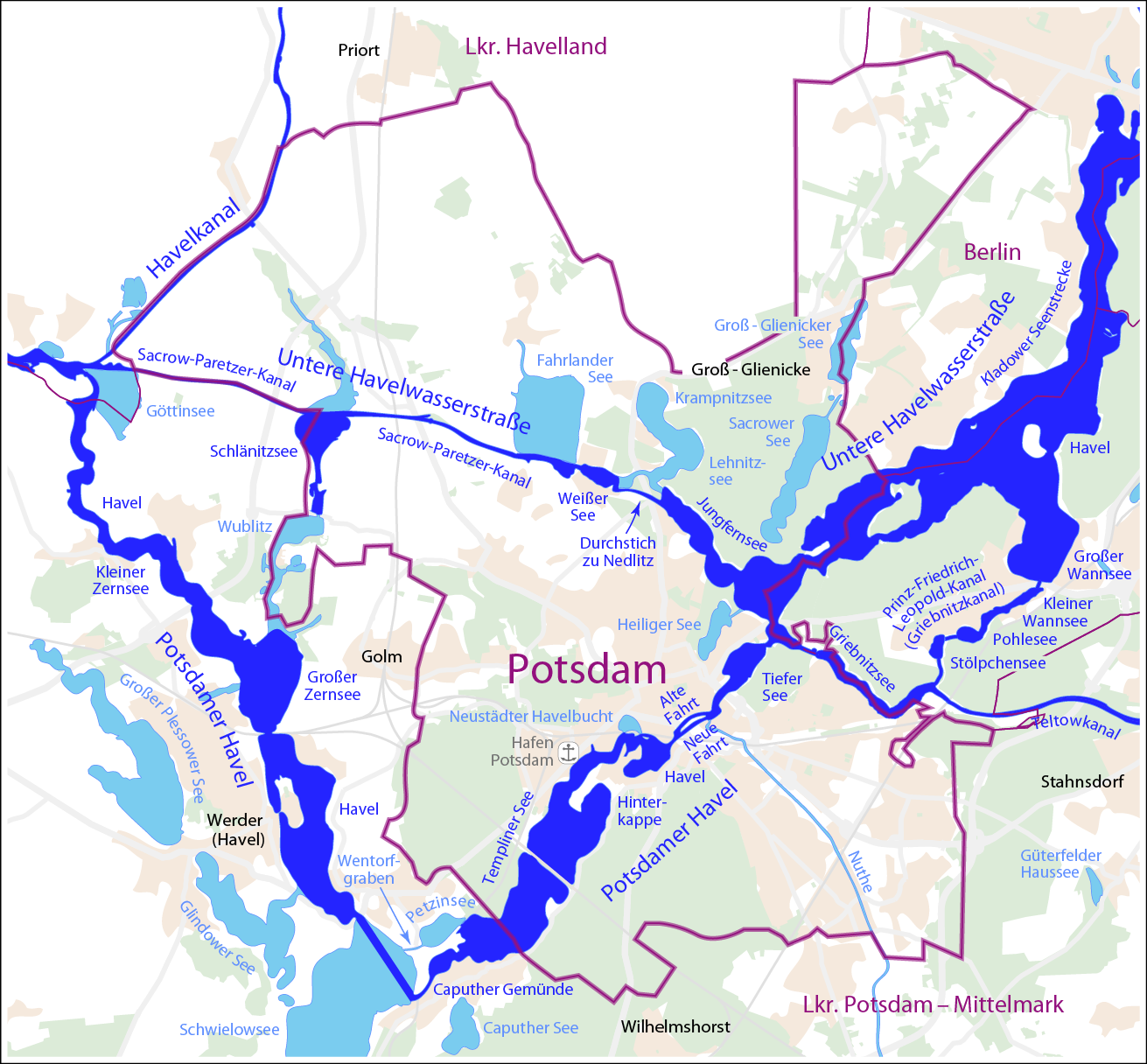
Die Wasserstraßen rund um Potsdam

Das Jahr 1989 brachte auch für die Weisse Flotte einschneidende Veränderungen. Kurz nach den verordneten Feiern zum 40. Jahrestag der DDR brach das System zusammen und für den Fahrgastschifffahrtsbetrieb in Potsdam begann ein neues Kapitel in seiner Geschichte. Es verging jedoch noch einige Zeit, bis am 3. März 1990 das erste Schiff aus Potsdam in Berlin-Wannsee, damals noch West-Berlin, anlegen konnte.
Die Routen der traditionellen Fahrtgebiete auf der Havel zwischen Potsdam und Berlin konnten wieder befahren werden. Zu den ersten Touren gehörten die Fahrt rund um Potsdam auf der Havel und dem Sacrow-Paretzer Kanal und die Fahrtziele Glienicker Brücke und Pfaueninsel. Ziele wie Spandau, Tegel, das Schiffshebewerk Niederfinow und Neuruppin konnten wieder angesteuert werden. Eine kleine Sensation war das Anlegen eines Fahrgastschiffes aus Potsdam nach dreitägiger Fahrt an den Hamburger Landungsbrücken.
Mit der Auflösung der Volkseigenen Betriebe auf dem Gebiet der ehemaligen DDR stellte sich für den Magistrat der Stadt Potsdam die Frage eines Verkaufes der Schiffe. Die Schiffe gehörten damals zu den Potsdamer Verkehrsbetrieben, einem Stadtbetrieb.

### Privatisierung

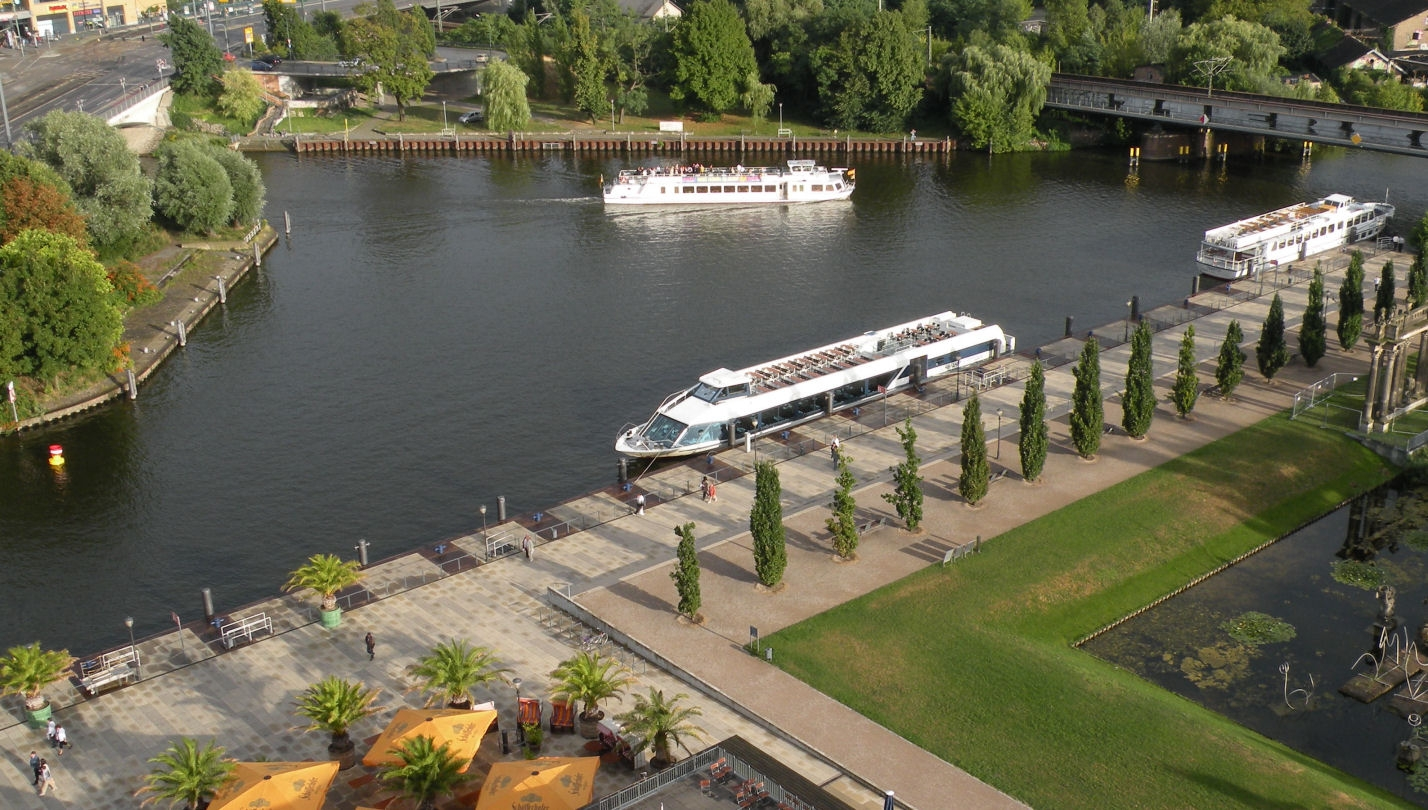
Hafen

Die Weisse Flotte wurde im Jahre 2000 zum Verkauf ausgeschrieben. Es gab mehrere Bewerber für das Unternehmen. Dazu gehörten unter anderem Finanzkonsortien aus Hamburg und München. Den Zuschlag erhielten Anfang 2000 zwei Jungunternehmer aus der Region. In ihrem Besitz befanden sich bereits das Salonschiff Fridericus Rex und das Dampfschiff Gustav. Das Unternehmen Haveldampfschiffahrt blieb eigenständig. Gemeinsam mit der Weissen Flotte Potsdam firmieren sie unter dem Oberbegriff Schiffahrt in Potsdam.

### Die Flotte nach 2000

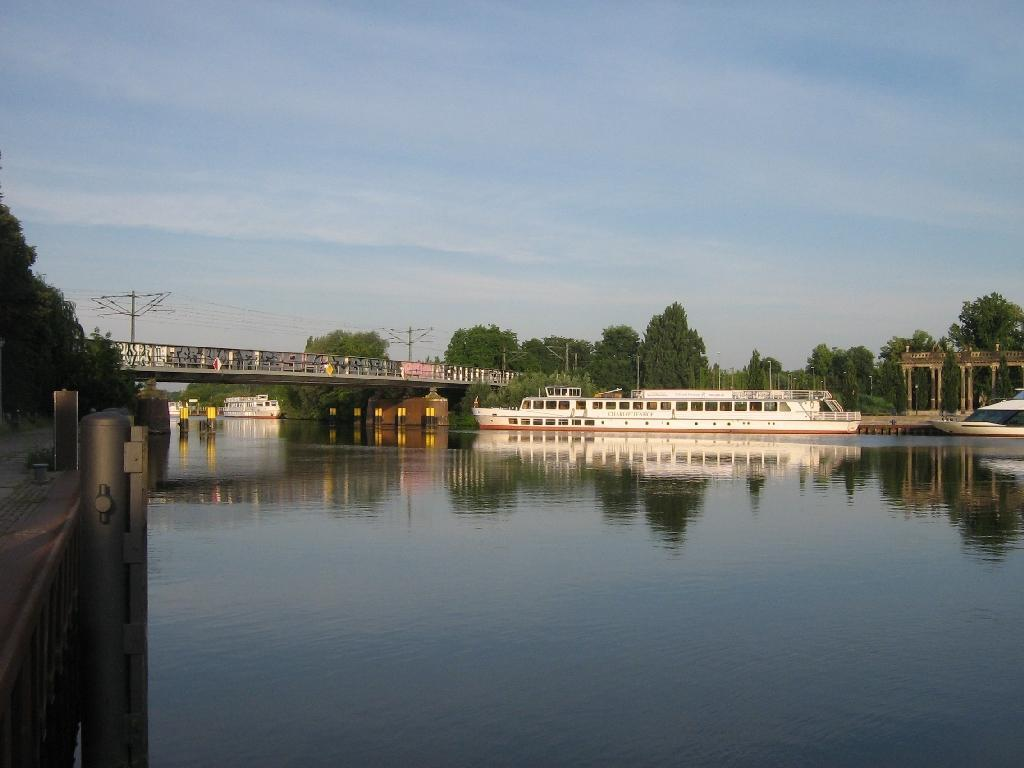
Hafen an der Langen Brücke

Nach der Privatisierung im Jahr 2000 wurde mit einem grundlegenden Umbau und der Modernisierung einiger Schiffe begonnen. Wirtschaftliche Zwänge und eingeschränkte Einsatzmöglichkeiten führten 2003 zum Verkauf des kleinen Fahrgastschiffes Nedlitz. Auch das ehemalige Luxusschiff Belvedere wurde 2005 verkauft. Gründe waren unter anderem die geringe Platzkapazität und die hohen Wartungskosten. Nach erfolgter Konsolidierung am Markt konnte erstmals wieder über einen Neubau für die Weiße Flotte nachgedacht werden. Die Schiffe beförderten 2005 erstmals nach der Privatisierung mehr als zweihunderttausend Fahrgäste im Jahr. Im Herbst 2005 wurde dann der erste Neubau nach 15 Jahren auf Kiel gelegt. Das Schiff wurde am 21. Mai 2006 in Potsdam auf den Namen Belvedere getauft, für besondere Kundenwünsche wurden mehrere kleinere Fahrzeuge dazugekauft. Dazu gehören besonders die Wassertaxen.
Die Traditionsnamen Belvedere und Sanssouci wurden frühzeitig für später geplante Neubauten reserviert. Die neue Sanssouci lief dann am 15. Dezember 2009 in der Schiffswerft Bolle GmbH im sachsen-anhaltischen Derben vom Stapel. Mit der jährlich Mitte April stattfindenden Flottenparade auf der Havel in Potsdam und der gleichzeitigen Saisoneröffnung wurde das neue Schiff Sanssouci in den Flottenbestand übernommen. Ihr erster offizieller Einsatz war der des Führungsschiffs der jährlichen Flottenparade am 18. April 2010.

## Fahrtgebiete und Routen (Auswahl)

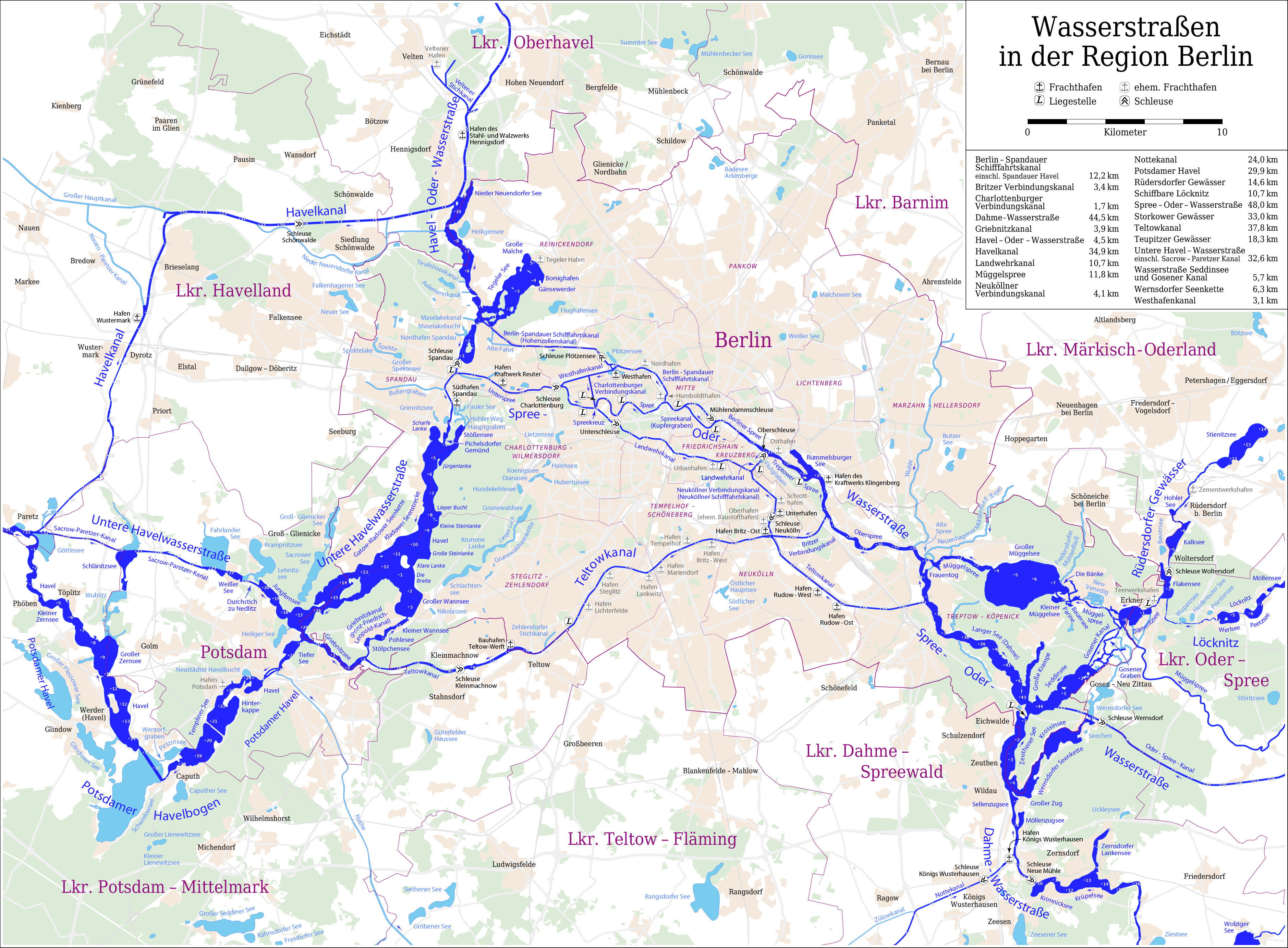
An Potsdam angrenzende traditionelle Fahrtgebiete im Berliner Raum

Traditionell werden Rund- und Linienfahrten auf den Havelgewässern rund um Potsdam mit Zielen bis Brandenburg an der Havel und Berlin angeboten.  Alle Schiffe können auch gechartert werden.
Seit 1958 wird die Fahrgastschifffahrtssaison mit einer Flottenparade Mitte April eröffnet. Seit vielen Jahren wird diese Flottenparade von einem Hafenfest in Potsdam an der Langen Brücke begleitet. Während des Baumblütenfestes in Werder / Havel Ende April gibt es mit mehreren Schiffen einen regelmäßigen, an den Wochenenden halbstündlichen Linienfahrplan zwischen Potsdam und Werder mit Zwischenstationen in Caputh und Geltow.

### Große Inselrundfahrt
Schon in der Vorsaison im März wird an den Wochenenden und ab Anfang Mai täglich bis in den Oktober die Große Inselrundfahrt angeboten. Dabei wird die Stadt Potsdam umrundet. Die Fahrt geht vorbei an der Ortschaft Caputh und dem Fischer- und Weinort Werder. In der Nähe des Dorfes Göttin wird die Potsdamer Havel verlassen und der Sacrow-Paretzer Kanal in östlicher Richtung befahren. Mit dem Erreichen des Jungfernsees werden dort die historischen Bauwerke, Herrenhäuser und Schlösser der Hohenzollern am Ufer der Havel passiert. Nach dem Durchfahren der Glienicker Brücke und dem Überqueren des Tiefen Sees werden nach etwa vier Stunden die Brandenburgische Landeshauptstadt und der Hafen erreicht.

### Tagesfahrt nach Brandenburg
Dieser ganztägige Schiffsausflug beinhaltet eine Fahrt durch einen kleinen Teil der Havellandschaft und in die historische Stadt Brandenburg als Namensgeber der Mark. Der Fluss Havel bildet zwischen Potsdam und der Stadt Brandenburg viele Seen und unzählige Seiten- und Altarme. Die Reise führt die Potsdamer Havel entlang, vorbei an Caputh mit seiner historischen Seilfähre, über den Schwielowsee und durch die Baumgartenbrücke zwischen Petzow und Geltow. Am Vormittag wird Werder an der Havel passiert und der nahezu unberührte Flussteil zwischen dem Dorf Phöben und der Fischerstadt Ketzin befahren. Dabei wird eine zweite Seilfähre, die Fähre Ketzin zwischen Ketzin und Schmergow gequert. Nach dem Passieren der Schleuse Brandenburg macht das Schiff einen Abstecher über den Beetzsee, der durch ein Spottlied auf Fritze Bollmann bekannt wurde. Vorbei an der Brandenburger Regattastrecke geht die Reise zum Salzhofufer im Zentrum der Altstadt, wo das Schiff etwa eineinhalb Stunden festmachen wird. Auf dem Rückweg nach Potsdam durch die Jahrtausendbrücke und mit einem Abstecher in den Domstreng geht die Reise über den Kleinen Beetzsee zurück zur Schleuse und nach dem erneuten passieren der Schleuse zurück in Richtung Potsdam. Die Rückreise verläuft über die Havel und den Sacrow-Paretzer Kanal zum Jungfernsee vorbei am Schloss Cecilienhof, durch die Glienicker Brücke mit Blick auf das Schloss Babelsberg über den Tiefen See zum Hafen in Potsdam an der Langen Brücke.

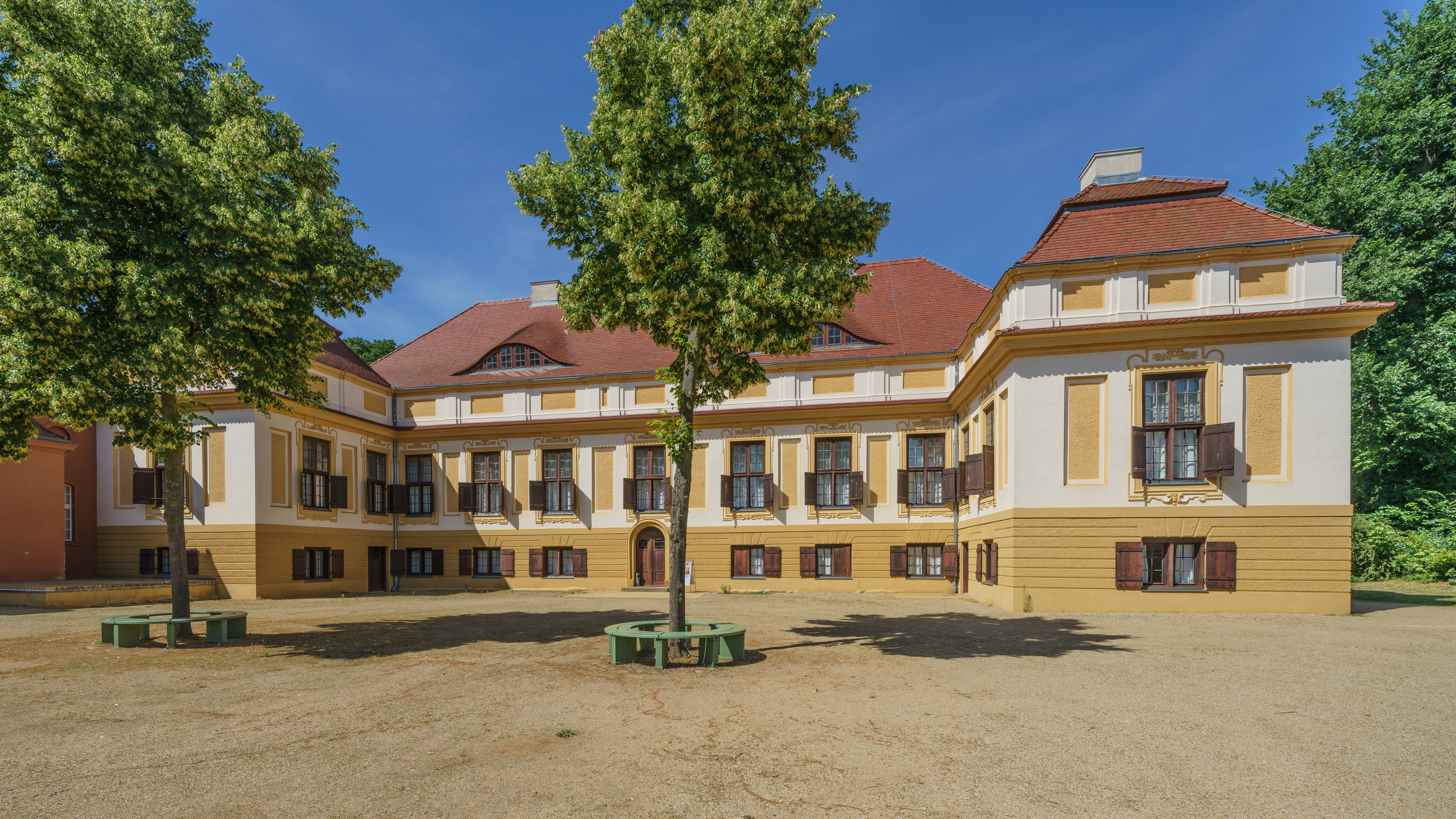
Schloss Caputh

### Havelseenrundfahrt
Eine weitere Route führt als Havelseenrundfahrt von Potsdam flussabwärts in die Obstkammer der Mark Brandenburg. Diese Rundfahrt verbindet Caputh, Petzow, Ferch und Werder am Fluss miteinander und bietet die Möglichkeit unterwegs das Schiff zu verlassen, um Ausflüge in die Umgebung zu unternehmen. Auch Fahrräder können mit befördert werden.

### Schlösserrundfahrt
Die Schlösserrundfahrt widmet sich von März bis Oktober mehrmals täglich in besonderer Weise den Parks und Schlössern der Hohenzollern an der Havel. Die Tour führt in neunzig Minuten vorbei an den wichtigsten am Wasser liegenden Sehenswürdigkeiten und den von berühmten Baumeistern erschaffenen Gebäuden in einer Landschaft, die heute zum UNESCO-Weltkulturerbe gehört. Diese Rundfahrt wird zeitweilig auch mit dem Dampfschiff Gustav angeboten.

### Wannseerundfahrt
Die zweistündige Wannseerundfahrt führt vom Hafen Potsdam vorbei am Park Babelsberg in den Teltowkanal mit dem Griebnitzsee. Der Griebnitzsee wird von zahlreichen Villen der ehemaligen UFA-Stars und anderen architektonischen Zeugnissen gesäumt. Die Fahrt führt vorbei an den Villen am See, in denen während der Potsdamer Konferenz 1945 der amerikanische Präsident Truman und der britische Premier Churchill residierten. Vom Griebnitzsee geht es in den Prinz-Friedrich-Leopold-Kanal. Kurze Kanalstücke verbinden diesen See mit dem Stölpchensee, dem Pohlesee und dem Kleinen Wannsee. Nach dem Durchfahren der letzten Brücke, über die die Königsstraße in Berlin führt, wird der Große Wannsee mit seinem berühmten Strandbad überquert. Vorbei an der Insel Schwanenwerder und an der Pfaueninsel geht die Fahrt über den Jungfernsee durch die als Agentenbrücke bekannte Glienicker Brücke zurück in den Hafen Potsdam.

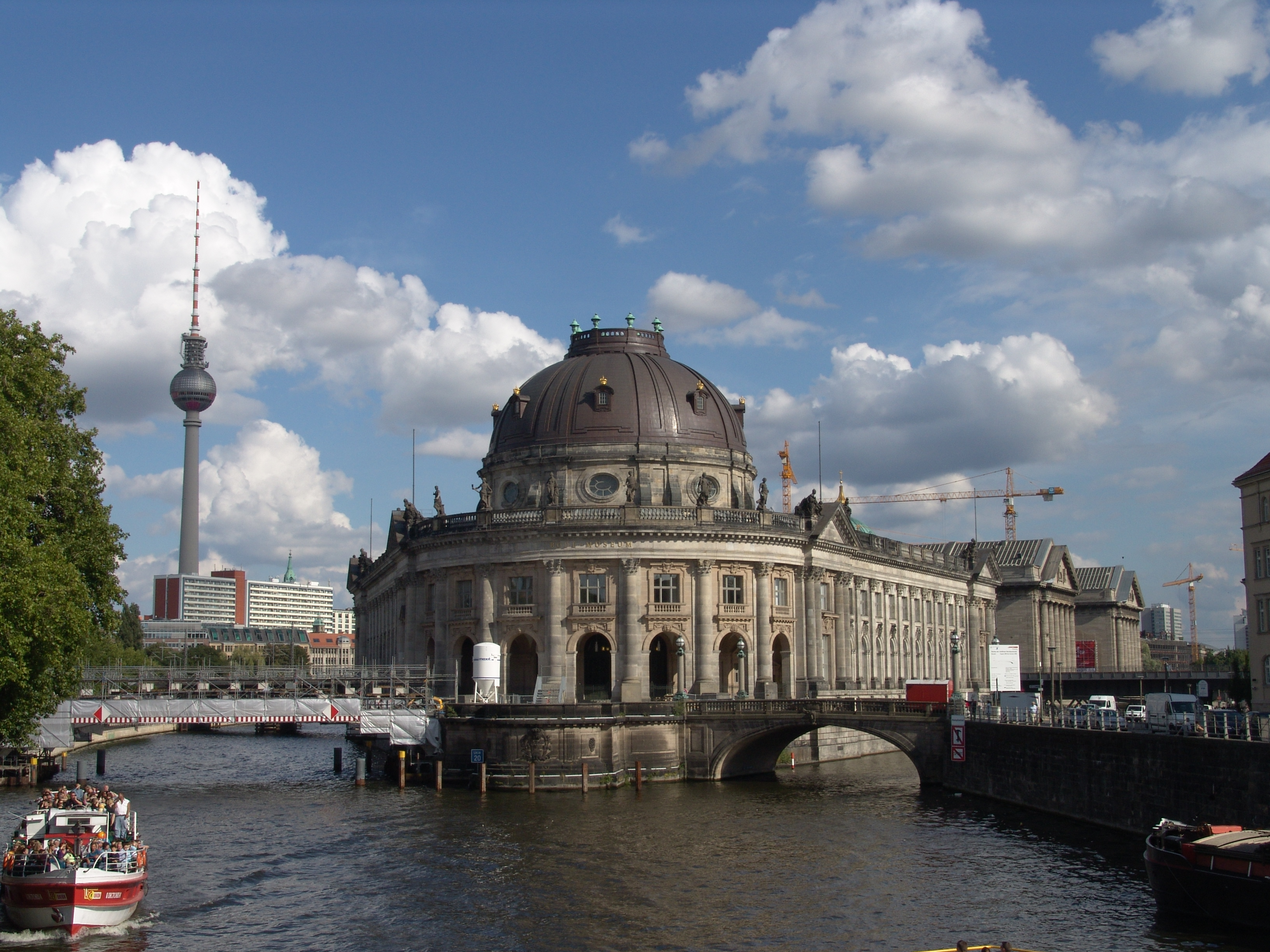
Das Bode-Museum auf der Museumsinsel

### Tagesfahrt durch die Berliner Innenstadt
Von Potsdam führt die Route über einen kurzen Teil der Potsdamer Havel in den Teltowkanal zur Schleuse Kleinmachnow. Nach dem Passieren der Schleuse geht es zwischen Teltow und Kleinmachnow entlang. Vorbei an der Teltow-Werft fährt das Schiff am Rand von Berlin in östlicher Richtung nach Britz, um dort den Britzer Verbindungskanal zu erreichen, der direkt zur Spree in Berlin-Treptow führt. Beim Befahren der Spree zu Tal, in Fließrichtung, geht es durch die Schleuse Mühlendamm, vorbei am Nikolaiviertel, dem Fernsehturm, dem Roten Rathaus, der Museumsinsel, dem Reichstag, dem Bundeskanzleramt, der Schweizer Botschaft, dem Schloss Bellevue und vielen anderen Sehenswürdigkeiten weiter zur Schleuse Charlottenburg und nach Spandau zur Mündung der Spree in die Havel. Auf der Havel geht die Reise zurück nach Potsdam. Während dieser etwa achtstündigen Rundfahrt werden mehr als einhundert Brücken durchfahren.

## Flottenbestand
| Schiffsname    | ENI- Nummer | Baujahr                             | Bauwerft / Ort                             | Länge / Breite / Tiefgang | Hauptantriebsleistung                | Fahrgäste max.     | Bild                        | Bemerkung |
| -------------- | ----------- | ----------------------------------- | ------------------------------------------ | ------------------------- | ------------------------------------ | ------------------ | --------------------------- | --- |
| Sanssouci      | 04808290    | 2009/2010                           | Werft Bolle GmbH, Derben                   | 72,11 m / 8,96 m / 1,20 m | 2 × 248 kW / 2 × 337 PS              | 600 (334 im Salon) |                             | Jetantrieb als Bugaktivruder; rollstuhlgerecht                                                                  |
| Belvedere      | 04805340    | 2005/2006                           | Werft Bolle GmbH, Derben                   | 40,96 m / 6,50 m / 1,25 m | 248 kW / 337 PS                      | 250 (160 im Salon) |                             | elektrisches Bugstrahlruder                                                                                     |
| Königswald     | 05609380    | 1889/1969                           |                                            | 40,55 m / 6,11 m          |                                      | 250 (110 innen)    |                             | elektrisches Bugstrahlruder                                                                                     |
| Charlottenhof  | 05609390    | 1965, 1990 Umbau und Modernisierung | Yachtwerft Berlin                          | 45,73 m / 6,16 m / 1,41 m | 2 × 102 kW / 2 × 140 PS              | 300 (178 im Salon) |                             | Panoramaschiff; Schiffskollision 2012 ohne größere Schäden, Brand im Maschinenraum im September 2018            |
| Stadt Potsdam  | 05602550    | 1991                                | Yachtwerft Berlin                          | 32,18 m / 5,10 m / 0,90 m | 96 kW / 130 PS                       | 160 (94 im Salon)  |                             | zugelassen als Standesamt 2017 Motorentechnik modernisiert und nachgerüstet mit Bugstrahlruder                  |
| Fridericus Rex | 05700680    | 1927                                | Gebrüder Winkler, Kalkberge bei Rüdersdorf | 29,97 m / 4,68 m / 1,09 m | 96 kW / 130 PS                       | 75                 |                             | historisches Salonschiff mit Dampferoptik, 2000 restauriert                                                     |
| Gustav         | 04800060    | 1908                                | Gebr. Wiemann                              | 32,60 m / 6,10 m / 1,50 m | 184 kW / 250 PS                      | 55 (überdacht)     |                             | Dreifachexpansionsdampfmaschine mit Kohlefeuerung                                                               |
| Wassertaxi 2   | 04806530    | 2008                                | Werft Bolle GmbH, Derben                   | 26,72 m / 5,10 m / 1,00 m | 148 kW / 201 PS                      | 120                |                             | Fahrradmitnahme                                                                                                 |
| Wassertaxi 3   | 04811000    | 2013                                | Werft Bolle GmbH, Derben                   | 31,11 m / 5,10 m / 0,90 m | 166 kW / 226 PS                      | 120                |                             | Fahrradmitnahme                                                                                                 |
| Schwielowsee   | 04813260    | 2018/2019                           | Werft Bolle GmbH, Derben                   | 41,00 m / 6,50 m / 1,00 m | 2 × 120 kW / 2 × 163 PS (elektrisch) | 250                | Fahrgastschiff Schwielowsee | Antrieb über zwei Elektromotoren, Strom aus Akkus, zwei Dieselgeneratoren, Rollstuhlgerecht und Fahrradmitnahme |

## Umweltschutz
Mit dem wachsenden Verkehrsaufkommen auch auf den Wasserstraßen rund um Potsdam und Berlin, dem traditionellen Fahrtgebiet der Weissen Flotte Potsdam, setzt das Unternehmen seit Saisonbeginn 2019 auf allen Schiffen den synthetischen, paraffinischen Kraftstoff Shell GTL Fuel Marine ein. Die firmeneigene Tankstelle, die auch anderen Schifffahrtstreibenden und Sportbooten zur Versorgung mit Kraftstoffen und Frischwasser zur Verfügung steht, bietet nur noch den synthetischen Kraftstoff an. Das Schifffahrtsunternehmen will damit einen Beitrag zur Reduzierung der möglichen lokalen Schadstoffbelastung der Umwelt und zur Luftverbesserung beitragen.

## Schreibweise des Namens
Ungewöhnlich beim Eigennamen ist die Schreibweise Weisse. Sie entspricht einer Anpassung an die häufig verwendete Schreibweise WEISSE FLOTTE. Bei der Schreibweise Weisse Flotte wurde darauf verzichtet, das SS durch ein ß zu ersetzen.